# Volujac (Trebinje)
Pour les articles homonymes, voir Volujac.
Volujac (en serbe cyrillique : Волујац) est un village de Bosnie-Herzégovine. Il est situé sur le territoire de la ville de Trebinje et dans la république serbe de Bosnie. Selon les premiers résultats du recensement bosnien de 2013, il compte 92 habitants.

## Géographie
Le village est entouré par les localités suivantes :
|          | Gomiljani    |                 |
| Bijograd | Volujac      | Todorići Bihovo |
|          | Lapja Bihovo |                 |

## Histoire
Dans le village, l'église de la Sainte-Trinité est inscrite sur la liste provisoire des monuments nationaux de Bosnie-Herzégovine.

## Démographie

### Évolution historique de la population dans la localité
| 1948 | 1953 | 1961 | 1971 | 1981 | 1991 | 2013 |
| ---- | ---- | ---- | ---- | ---- | ---- | ---- |
| -    | -    | 129  | 130  | 129  | 102  | 92   |

|  |